# Mikele Leigertwood
Mikele Leigertwood (* 12. November 1982 in Enfield, London) ist ein in England geborener Fußballspieler, der von 2008 bis 2012 für die Nationalmannschaft von Antigua und Barbuda spielte. 

## Vereinskarriere
Leigertwood begann seine Karriere bei den Milton Keynes Dons und dem FC Wimbledon, sein Profidebüt gab er während seines Leihgeschäftes bei Leyton Orient. Im Januar 2004 wechselte er für 155.000 Pfund zu Crystal Palace. In der Saison 2004/05 spielte er 23 Mal für Palace, sein erstes Tor für den Verein erzielte er gegen Tottenham Hotspur. Nach dem Abstieg von Crystal Palace aus der Premier League schloss er sich Sheffield United an, wo Leigertwood einen Drei-Jahres-Vertrag unterschrieb. Sheffield United bezahlte 600.000 Pfund an Ablöse. Im Sommer 2007 kauften ihn die Queens Park Rangers für 900.000 Pfund. Im November 2010 wurde Leigertwood bis Saisonende an den Ligakonkurrenten dem FC Reading verliehen, bei dem er im Mai 2011 einen langfristigen Vertrag über drei Jahre unterschrieb. Dort beendete er dann nach Ablauf im Sommer 2014 seine aktive Karriere.

## Nationalmannschaft
Willie Donachie, der damalige Trainer der Nationalmannschaft von Antigua und Barbuda, versuchte Leigertwood in den Kader für die WM-Qualifikation 2010 einzuladen, um einige nacheinanderfolgende Länderspiele zu absolvieren. Dieser aber war verhindert, weil er auf einer Hochzeit als Gast geladen war. Leigertwood erhielt jedoch später die Chance in der Nationalmannschaft zu spielen, als er in einem Ligaspiel gegen Birmingham City eine rote Karte erhielt und so innerhalb der Sperre internationale Spiele bestreiten konnte. Leigertwood gab sein Debüt bei einer 2:3-Niederlage gegen Trinidad und Tobago, sein erstes Tor erzielte er gegen Guyana.